# Tomás Fernández
Tomás Fernández Ruiz (1915) foi um futebolista cubano. 

## Carreira
Tomás Fernández fez parte do elenco da histórica Seleção Cubana de Futebol que disputou a Copa do Mundo de 1938, marcou um gol frente a Romênia.

## Ligações Externas
- Perfil em Fifa.com Arquivado em 15 de março de  2016, no Wayback Machine. (em inglês)